# Зориченко, Тамара Фёдоровна
Зориченко Тамара Федоровна (род. 1930) - бригадир штукатуров «Отделстрой» треста «Дзержинскстрой», Герой Социалистического Труда. Жена Героя Социалистического Труда Сергея Фёдоровича Гладкого. 

## Биография

### Трудовой подвиг
Указом Президиума Верховного Совета СССР от 16 мая 1983 года присвоить звание Героя Социалистического Труда бригадиру штукатуров специализированного управления «Отделстрой» треста «Дзержинскстрой» Министерства строительства предприятий тяжёлой индустрии СССР, гор. Днепродзержинск Днепропетровской области, Зориченко Тамаре Фёдоровне, за самоотверженный труд и большой вклад в создание производственной и социальной базы города.

Работала штукатуром с 1947 года. 
Вышла на пенсию в 1995 году. 
Почётный гражданин Каменского. 